# Fiévé-Tollenaere
Textielfabriek Fiévé-Tollenaere was gelegen tussen de Drongensesteenweg en de Vlasgaardstraat in Gent.  

## Geschiedenis
De vlasspinnerij werd opgericht in 1870 onder de naam Fiévé. In de tweede helft van de 19e eeuw verrijzen vele fabrieken in de volksbuurt de Brugse Poort in Gent. 18 jaar later werd de fabriek overgenomen door Tollenaere. In 1953 wordt de productie stopgezet, en vanaf dan wordt het gebouw gebruikt als magazijn voor De Munter, een metaalbedrijf. In die periode wordt de schoorsteen ingekort, omdat hij geen nut meer heeft.  
Sinds 2017 vestigt WATT Factory zich in de voormalige vlasspinnerij. Het gebouw is gerenoveerd tot kantoren voor ondernemingen die werken rond technologie en duurzaamheid.